# NGC 5817
NGC 5817 est une petite galaxie lenticulaire située dans la constellation de la Balance. Sa vitesse par rapport au fond diffus cosmologique est de 7 418 ± 37 km/s, ce qui correspond à une distance de Hubble de 109,4 ± 7,7 Mpc (∼357 millions d'al). NGC 5817 a été découverte par l'astronome américain Ormond Stone en 1886.